# Rio Piquiri
Der Piquiri ist ein Fluss im Bundesstaat Paraná in Brasilien. Sein Einzugsgebiet gehört zum Paraná-Becken. Er entspringt im Munizip Campina do Simão auf 1040 Metern Höhe auf 25° 06 ′39″ südlicher Breite und 51° 37′ 13″. Er mündet nach 665 Kilometern zwischen Terra Roxa und Altônia in den Paraná.

## Etymologie
Der Name Piquiri stammt von dem alten Tupi-Wort pikyry, das „Fluss der Fischlein“ bedeute. Es setzt sich aus pikyra (kleiner Fisch) und y (Fluss) zusammen.

## Geschichte
Archäologische Untersuchungen im Tal des Piquiri-Flusses ergaben ein Band menschlicher Besiedlung mit Jäger- und Sammlergruppen. Die Fundstellen werden auf Zeiträume vor 10.000 Jahren datiert. Ab 2000 vor Christus finden sich auch Spuren von Keramikern und Bauern der Itararé-Taquara-Tradition und ab Beginn unserer Zeitrechnung von Tupi-Guarani-Völkern. In einigen dieser Keramikstätten gibt es Hinweise auf Kontakte mit westlichen Gesellschaften nach dem 16. Jahrhundert. Sogenannte unterirdische Häuser kommen in der Region vor, was mit dem kälteren Klima zusammenhängt, in dem Felder und Steppen vorherrschten.
Der erste Europäer, der die Region durchzog, war Aleixo Garcia, der 1524 mit seiner Bandeira auf seinem Raubzug nach Sucre den Paraná in der Gegend von Sete Quedas überquerte. Sein Weg führte ihn in weiten Teilen am Piquiri entlang.
1554 wurde am Ufer des Paraná die Stadt Ontiveros unweit der Mündung des Ivaí gegründet. Ontiveros diente der Versklavung vieler Indigener. 1557 wurde die Stadt stromabwärts in die Nähe der Piquiri-Mündung verlegt. Hier erhielt sie den Namen Ciudad Real del Guayrá.
Später, im Jahr 1561, wurde das Tal von dem spanischen Kapitän Riqueimú erforscht. Es war ein wichtiger Standort für Jesuiten-Reduktionen. Es erlebte verschiedene Kämpfe und die Versklavung der Kaingang-Indianer.
In den Jahren 1864/70 war die Region Schauplatz des Paraguay-Krieges. Im Jahr 1878 kam es zu einer stärkeren Besiedlung durch Menschen aus Paraná, die aus Guarapuava und von der Ostküste kamen.
Nach dem Zweiten Weltkrieg förderte Argentinien die eigene Produktion von Yerba Mate, um Importe zu vermeiden und die damit verbundenen Devisen einzusparen. Dies wirkte sich sehr negativ auf den Mate-Anbau im Piquiri-Tal aus. Nach dem Holz- und dem Matezyklus passten sich die Gebiete dem Ackerbau und der Viehzucht an.

## Geografie

### Flusslauf
Der Piquiri ist mit 665 km Länge der zweitlängste Fluss, der vollständig innerhalb von Paraná verläuft. Dabei wurde die Länge anhand des Kartenwerks von OpenStreetMap gemessen. Das Ministerium für Umwelt und Wasserressourcen des Staates Parana (Secretaria de Estado do Meio Ambiente e Recursos Hídricos – SEMA) gibt 2013 in einer Überblicksinformation von 2013 die Länge dagegen mit nur 465 km an.

#### Oberlauf
Er entsteht im Ort Paiquerê im Munizip Campina do Simão auf dem Terceiro Planalto Paranaense (der Dritten oder Guarapuava-Hochebene von Paraná) auf 23° 52′ 15″ südlicher Breite und 52° 52′ 33″ westlicher Länge durch den Zusammenfluss von Rio da Barra und Rio Paiquerê. Im Oberlauf beginnt der Piquiri inmitten einer Vegetation, die einst aus natürlichem Grasland bestand. Die Böden haben eine Gesteinsbasis von Basaltschüttungen, die saurer sind als die anderen Gebiete der Guarapuava-Hochebene. Sein Tal wird von steilen Hängen begrenzt, die stark zerklüftet sind. Er hat zahlreiche Stromschnellen und Wasserfälle.

#### Mittellauf
Im Mittellauf überwiegt die gemischte Flächennutzung. In der Regel wird in den Gebieten, in denen das Gelände leicht abfällt, kommerzielle Landwirtschaft betrieben, insbesondere Soja-, Mais- und Weizenanbau. Sein Tal wird von steilen Hängen begrenzt, die teilweise stark zerklüftet sind. Er weist zahlreiche Stromschnellen und Wasserfälle auf.

#### Unterlauf
Der Piquiri durchschneidet in seinem Unterlauf den Caiuá-Sandstein. Im südlichen Teil des Beckens, noch auf Basaltgestein und Böden der Terra Roxa, hat sich eine intensive kommerzielle Landwirtschaft mit einer starken Getreideproduktion entwickelt. In der Nähe der Mündung bilden sich Terrassen, die an einigen Stellen bis zu 1 km breit sind.
Der Piquiri mündet zwischen den Munizipien Altônia und Terra Roxa in den Paraná.

### Einzugsgebiet und Nebenflüsse
Das Einzugsgebiet umfasst 24.172 km². Das sind rund 12 % der Fläche des Staates Paraná.
Dem Piquiri fließen hunderte Gewässer zu. Größere Flüsse von rechts sind Rio Cantu, Rio Goio-Bang und Rio Goioerê. Von links fließt ihm der Rio do Cobre zu.

### Munizipien am Piquiri
Am Piquiri liegen 31 Munizipien.
|    | Munizip              | Einwohner (IBGE 2004) | Gesamtfläche (km2) |
| -- | -------------------- | --------------------- | ------------------ |
| 1  | Campina do Simão     | 3.260                 | 451                |
| 2  | Turvo                | 643                   | 908                |
| 3  | Goioxim              | 4.023                 | 702                |
| 4  | Santa Maria do Oeste | 13.457                | 846                |
| 5  | Palmital             | 16.690                | 817                |
| 6  | Marquinho            | 5.630                 | 510                |
| 7  | Nova Laranjeiras     | 4.938                 | 1.211              |
| 8  | Laranjal             | 7.267                 | 558                |
| 9  | Diamante do Sul      | 2.633                 | 346                |
| 10 | Altamira do Paraná   | 6.774                 | 387                |
| 11 | Guaraniaçu           | 4.716                 | 1.240              |
| 12 | Campina da Lagoa     | 15.228                | 798                |
| 13 | Campo Bonito         | 6.896                 | 429                |
| 14 | Braganey             | 5.227                 | 343                |
| 15 | Ubiratã              | 20.420                | 653                |
| 16 | Anahy                | 2.755                 | 102                |
| 17 | Iguatu               | 1.865                 | 108                |
| 18 | Corbélia             | 15.555                | 529                |
| 19 | Quarto Centenário    | 4.821                 | 320                |
| 20 | Nova Aurora          | 12.690                | 472                |
| 21 | Goioerê              | 27.238                | 576                |
| 22 | Mariluz              | 9908                  | 428                |
| 23 | Formosa do Oeste     | 7.241                 | 275                |
| 24 | Alto Piquiri         | 9.818                 | 444                |
| 25 | Assis Chateaubriand  | 30.023                | 966                |
| 26 | Brasilândia do Sul   | 3.509                 | 297                |
| 27 | Iporã                | 14.505                | 651                |
| 28 | Palotina             | 26.535                | 647                |
| 29 | Francisco Alves      | 5.802                 | 321                |
| 30 | Terra Roxa           | 2.783                 | 804                |
| 31 | Altônia              | 1.990                 | 729                |
|    | SUMME                | 294.840               | 17.869             |

### Brücken
Den Piquiri überqueren zehn Brücken vom Ursprung bis zur Mündung in den Paraná.
| Linkes Ufer         | Rechtes Ufer          | Straße  |
| ------------------- | --------------------- | ------- |
| Campina do Simão    | Santa Maria do Oeste  | Ligação |
| Laranjeiras do Sul  | Palmital              | BR-158  |
| Guaraniaçu          | Campina da Lagoa      | PR-471  |
| Corbélia            | Ubiratá               | BR-369  |
| Nova Aurora         | Quarto Centenário     | PR-180  |
| Formosa do Oeste    | Bandeirantes do Oeste | PR-317  |
| Assis Chateaubriand | Alto Piquiri          | PR-486  |
| Palotina            | Francisco Alves       | PR-182  |
| Guaíra              | Francisco Alves       | BR-272  |

### Wirtschaftliche Nutzung
Am Piquiri gibt es keine Talsperren. Es wird aber die Errichtung von 50 kleinen und acht großen Talsperren im Piquiri-Becken seit Jahrzehnten diskutiert (Stand: 2015).
Die Hauptwirtschaftszweige im Piquiri-Becken sind Landwirtschaft und Viehzucht, insbesondere Soja, Maniok, Zuckerrohr und Mais.

### Klima
Sein Einzugsgebiet erstreckt sich über eine Gesamtfläche von gut 24.000 Quadratkilometern mit subtropischem (am Oberlauf) bis tropischem (an seinem Unterlauf) Klima und gut verteilten Niederschlägen. Am Ursprung in Campina do Simão ist das Klima gemäßigt warm (17,7 °C) mit einer erheblichen Menge an Niederschlägen (1883 mm pro Jahr). Nach Köppen und Geiger ist es als Cfb klassifiziert. An der Mündung ist das Klima tropisch (Af nach der Klimaklassifikation nach Köppen und Geiger) mit 22,9 °C und 1508 mm Niederschlag im Jahr.